# Heropvoeding door werk

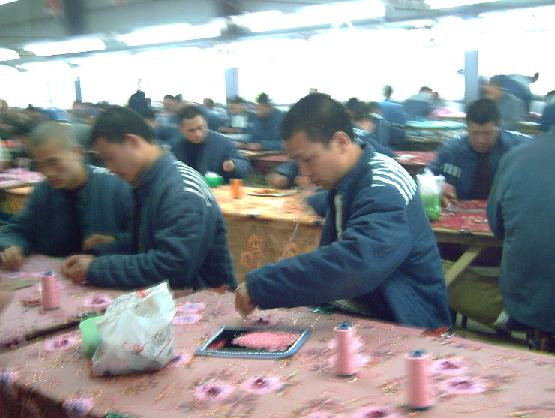
Heropvoeding door werk

Heropvoeding door werk (vereenvoudigd Chinees: 劳动教养; traditioneel Chinees: 勞動教養; pinyin: láodòng jiàoyǎng) was een systeem van dwangarbeid dat in 1957 in China werd ingesteld als een “lichte strafmaat”. Het systeem werd in november 2013 afgeschaft, maar blijft voortbestaan in andere vormen.

## Strafregime
Officieel gaat het om heropvoedingsinrichtingen voor maatschappelijke rehabilitatie door arbeid en 'heropvoeding' (indoctrinatie). Deze in feite zware administratieve straf kan zonder vorm van proces voor een strafduur tot maximaal 3 jaar worden opgelegd, maar daarna is verlenging mogelijk. Het systeem staat onder voortdurende kritiek van onder meer de hoge commissaris voor de Mensenrechten van de Verenigde Naties, omdat in dit systeem politieke en religieuze dissidenten zonder enig proces in werkkampen terechtkomen. Vanwege de martelingen en mishandelingen die in de heropvoedingskampen voorkomen heeft ook Amnesty International aandacht voor het onderwerp.
Er zijn geen officiële cijfers beschikbaar over het aantal Chinezen in heropvoedingskampen. Volgens Amnesty International ging het begin 2001 om 310.000 mensen. In 1996 waren het er waarschijnlijk zo'n 200.000.
Volgens Amnesty International was er in 2013 feitelijk geen sprake van afschaffing, maar blijft het systeem doorgaan na enkel cosmetische aanpassingen. De oude kampen mogen gesloten worden, maar hiervoor komen officieuze gevangenissen, verplichte afkickcentra en “brainwashing centres” in de plaats.